# Pterostichus malkini
Pterostichus malkini är en skalbaggsart som beskrevs av Hatch. Pterostichus malkini ingår i släktet Pterostichus och familjen jordlöpare. Inga underarter finns listade i Catalogue of Life.